# Oyo (république du Congo)
Pour les articles homonymes, voir Oyo.
Oyo est une ville de la république du Congo, située dans le département de la Cuvette, chef-lieu du district homonyme, située à plus de 400 km de Brazzaville et à 5 km de Edou.
Elle compte en 2010 plus de 5 000 habitants. Elle est reliée par une route asphaltée à Brazzaville, la capitale du pays, et à Owando, au nord.
Elle est desservie par l'aéroport Oyo-Ollombo, situé à quelques kilomètres, et par un port fluvial sur l'Alima. Denis Sassou-Nguesso, actuel président de la République du Congo, ainsi que plusieurs membres de sa famille et de son entourage possèdent des maisons à Oyo ou dans les environs.
Par ailleurs, la ville d'Oyo se distingue par la présence d'un hôtel de luxe 5 étoiles : le Pefaco Hôtel Alima Palace qui se situe sur le bord des rives du fleuve Alima, entre la ville d'Oyo et l'aéroport d'Ollombo.
C'est à Oyo qu'a été signé le 9 mars 2017 l'accord de création du Fonds bleu pour le Bassin du Congo.
L'église Notre-Dame de l'Assomption d'Oyo a été inaugurée et consacrée le 10 mars 2019.